# Estación Matucana
Matucana será una estación ferroviaria proyectada como punto de detención para el servicio Tren Santiago-Batuco; esta debiese ser emplazada en el límite de las comunas de Quinta Normal y Santiago, en la ciudad homónima. Esta estación está planificada para ser un punto de combinación con la estación homónima de la futura línea 7 del Metro de Santiago.
Aunque la estación ya había sido anunciada a través de los medios y por las autoridades, hasta agosto de 2020 los documentos del proyecto no indicaban la programación concreta de la construcción de esta estación, sino que más bien está proyectada para construirse con la aprobación de la construcción de la línea 7.

## Conexión con Línea 7
En 2017, Metro anunció la construcción de la Línea 7, la que cruzaría el servicio Santiago-Batuco en la estación propuesta sobre Avenida Matucana; sin embargo, la empresa estatal no ha indicado que dicha estación esté considerada como combinación con este proyecto. En agosto de 2019 se informó que el Tren Santiago-Batuco tendrá una conexión con la Línea 7 del Metro de Santiago a la altura de Matucana con Mapocho.
Durante el anuncio de la aprobación del proyecto del Tren Santiago-Batuco, se ha presentado la existencia de la estación Matucana, que será punto de combinación con la estación homónima del metro de Santiago; sin embargo, esta intermodalidad no fue incluida en el Estudio de Impacto Ambiental de la línea 7.
No obstante lo anterior, el 17 de agosto de 2020 EFE presentó al Servicio de Evaluación Ambiental los estudios correspondientes a la construcción de una nueva estación ferroviaria en la esquina de Matucana con Mapocho, con lo cual quedaba confirmado el plan de conectar con la Línea 7 del Metro de Santiago. La estación tendrá una longitud de 150 metros.

## Conexión con Red Metropolitana de Movilidad
La estación posee 3 paraderos de la Red Metropolitana de Movilidad en sus alrededores, los cuales corresponden a:
| Paradero / Código                                | Recorridos |
| ------------------------------------------------ | --- |
| Parada 1 / Matucana - Av. Mapocho (PJ343)        | 507 (Av. Grecia) - J02 (Metro ULA) |
| Parada 3 / Matucana - Av. Mapocho (PJ287)        | 502 (Cantagallo) - 502c (Santiago) - 503 (Vital Apoquindo) - 504 (Hospital DIPRECA) - 517 (Peñalolén) - 518 (Bilbao) - 546e (Vitacura) - J03 (Metro República) |
| Avenida Matucana / esq. Avenida Mapocho (PJ1551) | B26 (Metro Estación Central) |